# Treron
Treron é um género de ave da família Columbidae.

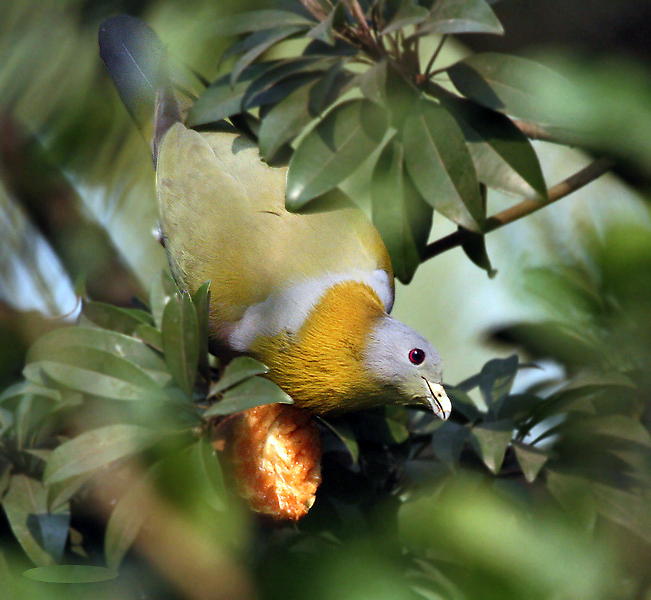
Treron phoenicoptera

Este género contém as seguintes espécies:
- Treron apicauda
- Treron australis
- Treron calvus
- Treron capellei
- Treron curvirostra
- Treron floris
- Treron formosae
- Treron fulvicollis
- Treron griseicauda
- Treron olax
- Treron oxyurus
- Treron pembaensis
- Treron phoenicopterus
- Pombo-verde-de-timor, Treron psittaceus
- Treron sanctithomae
- Treron seimundi
- Treron sieboldii
- Treron sphenurus
- Treron teysmannii
- Treron vernans
- Treron waalia
- Treron pompadora
- Treron bicinctus